# Bälgnackstekel
Bälgnackstekel (Palaeomymar anomalum) är en av världens minsta insekter, 0,5 millimeter lång.
Forskarna vet ännu mycket lite om bälgnackstekeln. Den finns i Europa och i andra världsdelar. På vissa platser i världen har man bara hittat hanar, på andra platser bara honor.

## Bälgnackstekeln i Sverige
Bälgnackstekeln har kunnat påvisas i Sverige genom Malaisefälleprojektet, där man samlat in insekter med malaisefällor. Man har där bara hittat honor. 